# Tammejärve
Tammejärve is een voormalige plaats in de Estlandse gemeente Saku, provincie Harjumaa. De plaats had de status van dorp (Estisch: küla) en telde 11 inwoners (2019). Het dorp lag aan het Rakumeer (Estisch: Raku järv, oppervlakte 111 ha).
Het dorp was oorspronkelijk een park met datsja's. In 1998 werd het afgesplitst van Männiku.
In 2019 werd Tammejärve bij een grondruil tussen de gemeenten Saku en Kiili opgedeeld tussen Luige, Kangru en Männiku.